# 鋸齒葉耳蕨
鋸齒葉耳蕨（学名：Polystichum hecatopterum）为鱗毛蕨科耳蕨屬下的一个种。

## 扩展阅读
- 維基物種上的相關：鋸齒葉耳蕨